# Обуда (Будапешт)

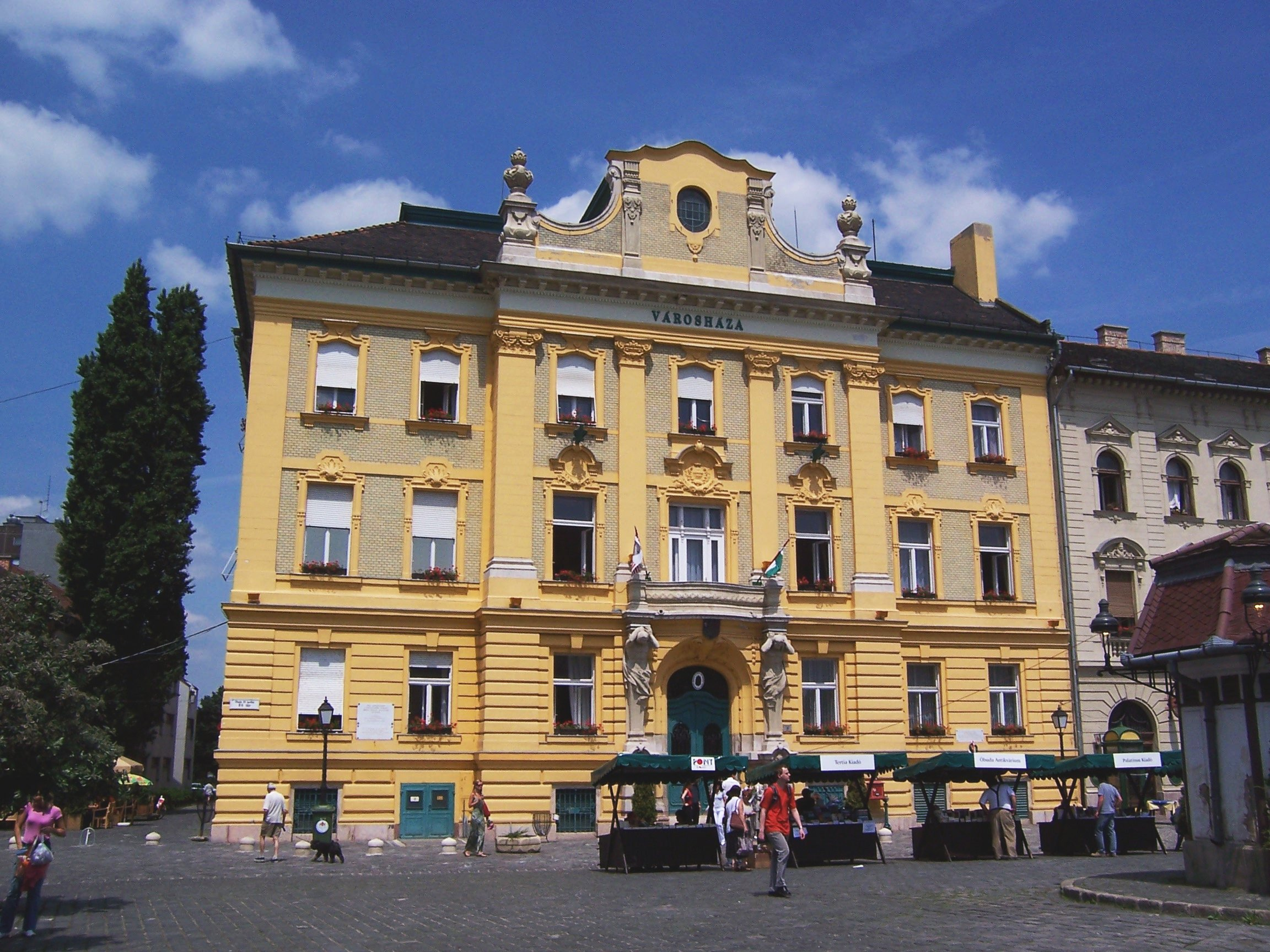
Ратуша Обуды

Обуда (венг. Óbuda) — древний и вплоть до 1873 года самостоятельный город в центре Венгрии, на западном берегу Дуная. После объединения Обуды, Буды и Пешта в новый город Будапешт Обуда получила статус района столицы Венгрии. Название Обуда на венгерском языке означает Старая Буда (нем. Alt-Ofen).
В Обуде, на дунайском острове, проходит ежегодный музыкальный фестиваль «Сигет».

## Достопримечательности
- Аквинкум — развалины римского города;
- Руины римских терм на Флориан-Тер;
- Вилла Геркулеса — резиденция римского патриция[1];
- Гражданский амфитеатр;
- Военный амфитеатр в Аквинкуме;
- Фё-Тер — «Главная площадь», украшенная бронзовой скульптурной композицией «Женщины под дождём» (Имре Варга, 2006);
- Дворец Зичи на Фё-Тер — элегантное здание в барочном стиле (1746—1757);
- Церковь Святых Петра и Павла на Фё-Тер. Построена на пожертвования семьи Зичи и служила их фамильной усыпальницей;
- Купальни Кирай (Королевские купальни) (1570);
- Музей Кишцелли;
- Музей Холокоста в бывшей еврейской школе.

## История
Ныне Обуда — это самый старый район Будапешта. До 1873 года — северное предместье Буды, до XIII века она и была Будой, а ещё раньше — Аквинкумом.
Первые поселения на территории Обуды появились ещё в каменном веке. Римляне в I веке до н. э., оценив по достоинству местные горячие источники, построили здесь Аквинкум — столицу провинции Паннония. От I века н. э. в Обуде сохранилась Стела Веспасиана.
Во II веке город был разрушен варварами, а затем несколько раз осаждался и был, в конце концов, завоёван гуннами, от которых в V веке получил имя «Буда» — в честь брата короля Аттилы, сложившего свою голову в поединке с последним. Здесь и расположилась ставка Аттилы, а согласно «Песне о Нибелунгах», здесь же затем возведён был легендарный Замок Аттилы (Etzelnburg). Впоследствии, на какое-то время, город утратил своё значение и был разрушен. Венгерские племена пришли сюда из-за Карпат около 900 года и дьюла (воевода) Арпад вдохнул новую жизнь в старое пепелище.
В 1241—1242 годах Буда была разрушена полчищами Батыя. После их ухода, в 1247 году, король Бела IV выстроил мощную крепость к югу от свежих руин. Поселение (посад), выросшее вокруг Будайской твердыни, и стало в дальнейшем именоваться «собственно Будой» — а за постепенно отстроившимся старым городским очагом в разговорной речи закрепилось имя Обуда, каковое перешло и в официальное делопроизводство. Впервые слово «Obuda» употребил в 1290 году король Андраш III. В конце XIV века король Жигмонд Люксембург основал в Обуде университет.
В 1541 году конурбацией Буды, Обуды и Пешта овладели турки-османы. Центральные города Венгрии вступили в полосу культурного и экономического упадка.
С 1695 года и на протяжении почти всего XVIII века Обудой владел знатный род Зичи, построивший в 1746—1757 гг. роскошный барочный дворец на Главной площади (Fő tér). На противоположной стороне площади Фё-Тир стоит изящное здание приходской церкви Св. Петра и Павла. Церковь также была построена на средства семьи Зичи и служила их фамильной усыпальницей. Поблизости расположено здание мэрии Обуды и памятник первому и последнему мэру Обуды в 1873 году — Хареру Палу.
В декабре 1849 г. Обуда была включена в состав Буды. После провозглашённого 17 ноября 1873 года торжественного объединения Обуды, Буды и Пешта в новый город Будапешт, — Обуда получила статус района столицы Венгрии. Конурбация Буды, Обуды и Пешта прекратила своё существование. С тех пор 17 ноября считается днём рождения Венгерской столицы.
Именно благодаря термальным источникам Обуды Будапешт является единственной европейской столицей, имеющей статус курорта.
В 2008 году в Обуде, на углу улиц Надьсомбат (венг. Nagyszombat) и Сёлё (венг. Szőlő), воздвигнут памятник Жертвам Катыни.
В 2010 году расположенный в Обуде Будапештский техникум (основанный в 2000 году) был переименован в Обудский университет.

## Города-побратимы
- Амстелвен, Нидерланды
- Бемово, Польша
- Биллингхайм, Германия
- Кошице, Словакия
- Меркуря-Чук, Румыния
- Стерлинг, Шотландия
- Удине, Италия